# Museo Municipal. El Castillo-Ecomuseo Urbano
El Museo Municipal. El Castillo-Ecomuseo Urbano de Rubí (Vallés Occidental), tiene su sede en el Castillo de Rubí, uno de los elementos patrimoniales más significativos de la ciudad y que ha desempeñado varias funciones entre los siglos XIII y XX: de plaza defensiva y residencia señorial a casa de payés. Reabierto como museo en 1996, el equipamiento tiene como objetivo la conservación y la difusión del patrimonio y la cultura tradicional y popular, entendidos como la expresión viva y dinámica de una realidad plural, a la vez que quere constituir un espacio estable de relación intercultural donde se vea reflejada la diversidad cultural y social de la ciudad. El museo está integrado en la Red de Museos Locales de la Diputación de Barcelona.

## Historia
El Museo Municipal tiene su origen en inauguración del Castillo fue el 1996.

## Exposición
El museo cuenta con una exposición permanente llamada Rubí, riera d'identitats. Un passeig per la història de la ciutat (Rubí, torrente de identidades. Un paseo por la historia de la ciudad), que se divide en cinco ámbitos:
- Atravesar el túnel del tiempo. Del 300.000 a. C. al siglo VIII d. C.
- Señores y payeses en el Río Rubeo. Del siglo XI al siglo XVIII
- La llegada de los modernos. Del siglo XIX a mediados del siglo XX
- La edificación de una ciudad. A partir de 1939
- El patrimonio de una gente. Ya estamos en el nuevo milenio

La colección del Ecomuseo está constituida en su práctica totalidad por objetos cedidos en depósito civil y voluntario.

### Objetos más emblemáticos del fondo
- Puntas de flecha de sílex del paleolítico medio, periodo musteriense
- Objetos de la guerra civil española y la posguerra
- Pebetero íbero con cabeza de mujer, encontrado en Can Fatjó, s. V a. C.
- Vasija de cerámica gris íbera, encontrada en Can Fatjó, s. II-I a. C.
- Reloj de sol romano, encontrado en Can Feliu, s. I-III d. C.
- Cabeza de mujer romana, encontrada en Can Fatjó, s. I-III d. C.
- Cabeza de Baco, encontrada en Can Bosch, s. I-III d. C.
- Objetos de vidrio y cerámica catalana, siglo XVII-XIX
- Aguamanil del siglo XIX
- Catálogo de panas del siglo XIX
- Publicaciones de principios del siglo XX
- Carteles y propaganda de la transición democrática
- Papeletas de las primeras elecciones democráticas
- Programas de la fiesta mayor[2]